# 鉄道会館ビル
鉄道会館ビル（てつどうかいかんビル）は、かつて東京都千代田区丸の内一丁目の東京駅八重洲口にあった駅ビル。民衆駅として建築された。

## 概要
東京駅八重洲口には、戦後の1948年、暫定的に木造の本屋が建設されたが、翌1949年に焼失した。八重洲口は東京駅の日本橋・銀座方面への出入口として、その再整備が求められていた。伊藤滋らは、国鉄関係者から優先的に資本金を集めて新会社を設立してその会社を駅の開発主体とする手法を選択し、新会社を東京駅のみならずその後各地で建設予定の民衆駅の開発主体とすることを考えた。国鉄は1952年5月、「東京駅八重洲口本屋設計建設計画委員会」を設置し、開発方針として民間資本を導入した会社を設立し、東京駅八重洲口を民衆駅として開発することに決まった。また、旅客等を対象とし、デパートのほか専門店なども入居する首都の玄関としてふさわしい施設とする方針も明らかになった。この方針に基づき、1952年9月1日に鉄道会館（現：JR東日本クロスステーション）が設立された。開発費用は、駅務施設については国鉄、民衆施設は鉄道会館が負担し、共用の公衆施設部分は両者が折半することとし、建物は2階以上を鉄道会館の所有、それ以外を国鉄の所有とすることになった。
当初から地下2階、地上12階で建設される予定だったが、着工後に資金不足が問題となったほか、地域商業者などからの開発反対運動が巻き起こり、国会でも民衆駅のあり方について批判が相次いだことで、6階までで中断され、1954年10月に開業した。その後1968年6月に12階まで増築された。
鉄道会館ビルには1954年10月の開業当初からほぼ全てのフロアに大丸東京店が入居していた。
鉄道会館ビルは東京駅八重洲口の再開発によって2007年10月31日に閉館し、解体された。大丸東京店は同年11月6日にグラントウキョウノースタワーに移転開業した。跡地にはグランルーフや新設の駅前広場が建設された。